# Bohuslav Tvrdý
Bohuslav Tvrdý, pseudonym Michael Bor, (6. dubna 1897 Rychnov nad Kněžnou – 29. července 1946 Češnovice), byl český dirigent a hudební skladatel.

## Život
Po absolvování gymnázia v Příbrami studoval skladbu na Pražské konzervatoři u Josefa Bohuslava Foerstera. Krátce působil jako úředník Ministerstva školství a národní osvěty. V roce 1921 se stal dirigentem a dramaturgem opery Slovenského národního divadla. V letech 1928–1929 byl šéfem opery Jihočeského divadla v Českých Budějovicích.
V roce 1929 se stal vedoucím hudební redakce Československého rozhlasu v Ostravě. V rozhlasových službách pokračoval v letech 1933–1936 v Košicích, v letech 1936–1945 v Praze a posléze až do své tragické smrti při autonehodě u Češnovic. Zemřel při automobilovém neštěstí v roce 1946. Je pohřben na hřbitově v Hluboké nad Vltavou.

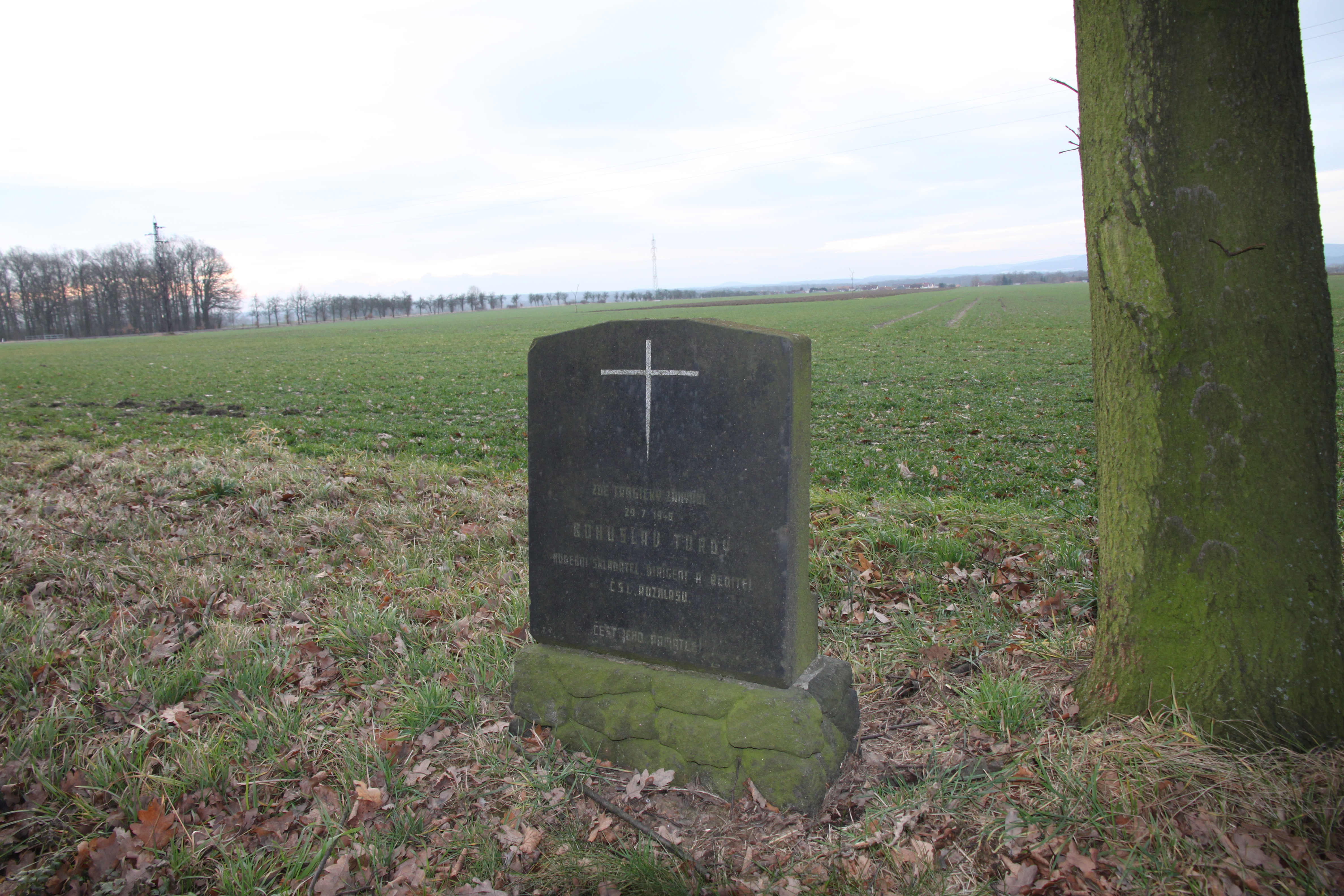
Pomník na místě autonehody, kulturní památka

## Dílo
Pro rozhlasové vysílání vytvořil na 30 pásem lidových písní pro sóla, sbor a orchestr. Komponoval také komorní i orchestrální hudbu, písně, scénickou hudbu pro rozhlas i pro divadlo. Je autorem několika operet, hudebních veseloher a zkomponoval i dvě opery.

### Opery
- Faustina (libreto Stanislav Lom)
- Ataman Rimov (podle románu Františka Kupky)

### Operety
- Srdce ve víru slávy
- Poslední Malostraňák

### Pásma lidových písní
- Z kraje Bezručova
- Zdař Bůh
- Jihočeské svatební
- Slezské svatební
- Pějme píseň dokola
- Voničky
- Ruské písně
- Tridsaťšesť slovenských ľudových piesní